# Purcell Mountains
Purcell Mountains är en bergskedja i Kanada.   Den ligger i provinsen British Columbia, i den södra delen av landet, 3 100 km väster om huvudstaden Ottawa.
Trakten runt Purcell Mountains består i huvudsak av gräsmarker. Trakten runt Purcell Mountains är nära nog obefolkad, med mindre än två invånare per kvadratkilometer.